# Коэн, Рёсуке
Рёсуке Коэн (幸 円 良 介 (яп.), 9 июня 1948, Осака, Япония) — преподаватель искусства, график, в первую очередь известен как художник мейл-арта своим проектом  "Brain Cell".

## Биография
Получил высшее художественное образование преподавателя изобразительного искусства (1974). Рёсуке Коэн открыл для себя мейл-арт при посредничестве канадского художника Байрона Блэка. Раннии работы Р. Коэна представляет из себя микс традиционных японских образов, икон современности и цифр. Уже они несут его узнаваемую подпись-монограмму - латинскую литеру «С». Ряд собственных идей Коэн осмыслил, через взаимодействие с художниками японской авангардной группы Гутай и представителями движения Флуксус. В 1987 году художник предпринимает первую творческую поездку по странам Европы (вторую - 1997 г.), а в 1989 году - по странам Северной Америки. Впоследствии он продолжил работать со своим "Fractal Portrait Project" (фрактальным портретным проектом) в поездках по Северной Америке и Европе (2001/2002 и 2003/2004 гг.).  
Более 25 лет художник преподает искусство японским школьникам. Живет и работает в городе Асия (Япония).

## Творчество
В июне 1985 года Р. Коеэ делает первые работы своего масштабного проекта "Brain Cell Mail art Project"  (Мозговые ячейки). За время существования этого проекта в нем приняли участие сотни художников из более чем 80 стран; в числе которых: Ханс Браумюллер, Тео Бройер, Майкл Ли, Лица Спати.
Проект представляет собой сетевое взаимодействие, в котором отдельные художники вносят свой вклад в виде малых визуальных элементов (штампы, наклейки, рисунки или другие графические изображения). По почте они отправляются в Японию Р. Коэну, который комбинирует их по своему усмотрению, переносит на печатную форму и печатает в цвете, как единую композицию, как правило, тиражом 150 экземпляров (с размером бумаги - 30 х 42 см). Печать производится самим автором вручную на архаичном компактном трафаретном устройстве под названием циклостиль (мимиограф).
Каждому художнику, который внес свой вклад в подготовку работы высылается авторизированный (подписанный Р. Коэном) экземпляр "Brain Cell" вместе со списком-документацией участников данного проекта.
Часть экземпляров Р. Коэн сохраняет для дальнейшей работы и экспонирования. Большинство отпечатков "Brain Cell" из каждого тиража собраны в папки по 30 листов. Эти комплекты отправляются художникам на выставки по всему миру.
Новые выпуски "Brain Cell", как правило, публикуются каждые восемь-десять дней.
В 1985 году Коэн описал происхождение названия проекта так: я назову свою работу «Мозговой клеткой», потому что структура мозга через микроскоп выглядит как схема мейл-арт сети. Тысячи нейронов цепляются и складываются я считаю, что это очень похоже на сеть мейл-арт. В период с 1985 по 2002 год проект "Brain Cell" насчитывал более 6000 участников из 80 стран со всего мира. В июне 2006 года был выпущен "Brain Cell" № 622, через 12 лет, к концу июня 2018 года художником был выпущен тираж "Brain Cell" № 1021.
В августе 2001 года Р. Коэн делает первые работы "Fractal Portrait Project" (Фрактальные портреты).В этом проекте он использует отпечатки "Brain Cell" в качестве дополнений основы для создания крупноформатных графических композиций-портретов художников.